# 13. Deutscher Bundestag
Der 13. Deutsche Bundestag bestand zwischen dem 10. November 1994 und dem 26. Oktober 1998. Im Bundestag vertreten waren die Parteien CDU/CSU, SPD, Bündnis 90/Die Grünen, FDP und PDS.
Insgesamt tagte der 13. Deutsche Bundestag in 248 Sitzungen, wobei die letzte Sitzung am 16. Oktober 1998 stattfand. Der 13. Bundestag konstituierte sich durch die Bundestagswahl 1994, die am 16. Oktober 1994 stattfand.
Alterspräsident war Stefan Heym (parteilos, Bundestagsgruppe der PDS). Die konstituierende Sitzung des Bundestags am 10. November 1994 fand als einzige in der Legislaturperiode im Reichstagsgebäude in Berlin statt, während er ansonsten noch (bis 1999) in Bonn tagte.
Am 15. November 1994 wählte der 13. Bundestag Helmut Kohl mit 338 Ja-Stimmen, 333 Nein-Stimmen und 0 Enthaltungen im ersten Wahlgang zum Bundeskanzler (siehe auch Kabinett Kohl V).

## Mitglieder des Bundestages
Der 13. Bundestag hatte zu Beginn und am Ende der Legislaturperiode insgesamt 672 Abgeordnete. Den höchsten Sitzanteil hatte die CDU/CSU mit 294 Sitzen (am Ende 295), worauf SPD mit 252 Sitzen (am Ende 251) folgte. Zudem waren im 13. Bundestag noch die Fraktionen Bündnis 90/Die Grünen mit 49 Sitzen (am Ende 48) und FDP (47 Sitze) vertreten. Die PDS hatte in Berlin vier Direktmandate errungen und zog durch die Grundmandatsklausel als Gruppe mit 30 Sitzen ein. Durch Austritte von Abgeordneten gab es zeitweise einen fraktionslosen Abgeordneten.

## Präsidium des Bundestages
Die Wahl der Bundestagspräsidentin wurde von Alterspräsident Stefan Heym geleitet. Rita Süssmuth wurde in der ersten Sitzung mit 555 Stimmen Ja-Stimmen, 81 Nein-Stimmen und 32 Enthaltungen ohne Gegenkandidat zur Bundestagspräsidentin gewählt.
Ebenfalls ohne Gegenkandidat wurde als Vizepräsident Hans-Ulrich Klose (SPD) gewählt, in Kampfabstimmungen Hans Klein (CDU/CSU), Antje Vollmer (Bündnis 90/Die Grünen) und Burkhard Hirsch (FDP). Erstmals seit 1961 konnte die SPD somit keinen zweiten Vizepräsidenten-Posten besetzen, Anke Fuchs unterlag in zwei Wahlgängen jeweils den Kandidaten der kleinen Fraktionen. Dagmar Enkelmann von der PDS-Gruppe unterlag deutlich dem CSU-Vertreter.

## Arbeit

### Sitzungen (Auswahl)
Der 13. Deutsche Bundestag kam vom 10. November 1994 bis zum 16. Oktober 1998 in 248 Sitzungen.
Die konstituierende Sitzung am 10. November 1994 begann mit der Eröffnungsrede durch Alterspräsident (der älteste Abgeordnete) Stefan Heym (1913–2001), der als Parteiloser auf der offenen Liste der PDS kandidiert und ein Direktmandat erlangt hatte. Heym mahnte „gegenseitige Toleranz und gegenseitiges Verständnis unserer unterschiedlichen Gedanken“ an. Die Abgeordneten der Unionsfraktion waren zur Sitzungseröffnung durch den Alterspräsidenten sitzen geblieben, auch verweigerten sie – mit Ausnahme Rita Süssmuths – ihm geschlossen den Applaus. Wegen der Verzögerung des Abdrucks der Rede im Bulletin durch die Bundesregierung kam es am 19. Januar 1995 zu einer Debatte im Bundestag. Auf der konstituierenden Sitzung wurde auch das Präsidium gewählt.

### Gesetze
Insgesamt kam es zur Einbringung von 923 Gesetzesinitiativen in den Bundestag, wovon sich 443 auf Regierungsvorlagen, 151 auf Initiativen des Bundesrates und 329 auf Initiativen des Bundestages verteilen.  Insgesamt wurden 566 Gesetze während der 13. Legislaturperiode vom Bundestag verabschiedet und 552 Gesetze verkündet.

### Ausschüsse
Der 13. Bundestag hatte 22 ständige Ausschüsse. Insgesamt tagten diese in 2449 Sitzungen, davon waren 2058 Ausschusssitzungen und 391 Unterausschusssitzungen.

## Parlamentarische Kontrolle

### Anfragen, Aktuelle Stunden und Befragungen
Insgesamt kam es während des 13. Bundestages zu 156 großen Anfragen und 2070 kleinen Anfragen.

### Untersuchungsausschüsse
Während der Legislaturperiode des 13. Bundestages kam es zu zwei Untersuchungsausschüssen.

#### 1. Untersuchungsausschuss
Am 11. Mai 1995 wurde der 1. Untersuchungsausschuss eingesetzt, der auch als „Plutonium-Schmuggel-Untersuchungsausschuss“ bezeichnet wird. Zwischen dem 17. Mai 1995 und dem 28. Mai 1998 fanden 80 Sitzungen statt.

#### 2. Untersuchungsausschuss
Am 28. September 1995 wurde der 2. Untersuchungsausschuss eingesetzt, der auch als „DDR-Vermögen-Untersuchungsausschuss“ bezeichnet wird. Zwischen dem 19. September 1995 und dem 28. Mai 1998 fanden 96 Sitzungen statt.

### Sondersitzungen
Während der 13. Wahlperiode kam es auf zu sieben Sondersitzungen, dabei handelte es sich um die 49. Sitzung am 13. Juli 1995, die 118. Sitzung am 9. Juli 1996, die 119. Sitzung am 29. August 1996, die 133. Sitzung am 30. Oktober 1996, die 176. Sitzung am 16. Mai 1997, die 186. Sitzung am 5. August 1997 und die 248. Sitzung am 16. Oktober 1998.